# Ahmed Mansour (présentateur)
Pour les articles homonymes, voir Mansour.
Ne doit pas être confondu avec Ahmed Mansoor.
Ahmed Mansour est un présentateur et journaliste égyptien de la chaîne Al Jazeera. Depuis 1999, il présente Sans frontière (en arabe : بلا حدود, Bela Hodod), une émission de télévision hebdomadaire, diffusée en direct du Caire sur la chaîne Al Jazeera. Il présente également le programme 
Témoin des temps (en arabe : شاهد على العصر, Shahedon Ala Al-Asr).

## Biographie
Il commence sa carrière en 1984 comme responsable pour l'Égypte du département d’impression et de publication de Dar Al Wafaa. Il est correspondant pour plusieurs journaux et magazines arabes, couvrant la guerre en Afghanistan de 1987-1990.
Il est directeur du journal éditorial de la société koweïtienne entre 1990 et 1997.
Il a couvert la guerre de Bosnie-Herzégovine de 1994 à 1995.
Il a couvert la première bataille de Falloujah lors de la guerre d'Irak en 2004.

## Prises de position
Il est proche des Frères musulmans.
Il a souvent critiqué publiquement le gouvernement d'al-Sissi.
En 2014, il a été accusé d'avoir torturé un avocat lors des événements du Printemps arabe de la place Tahrir. Absent lors de son jugement, il a été condamné à 15 années d'emprisonnement.
Le 20 juin 2015, il est arrêté par la police allemande à l'aéroport de Berlin Tegel et retenu à la demande du gouvernement égyptien. Il est relâché le 22 juin, après de nombreuses manifestations en sa faveur.
Il est l'auteur de nombreux ouvrages.

## Ouvrages
Cette liste n'est pas exhaustive.
(en) Inside Fallujah : the Unembedded Story, Northampton, Massachusetts, Olive Branch Press, 2009 (ISBN 978-1-56656-778-7)